# Pablo Zalaquett
Pablo Antonio Zalaquett Said (Santiago, 9 de julio de 1963) es un ingeniero comercial y político chileno, militante de la Unión Demócrata Independiente (UDI). Se desempeñó como alcalde de las comunas de La Florida, entre 2000 y 2008, y Santiago, entre 2008 y 2012.

## Primeros años de vida
Nació como hijo del chileno de ascendencia libanesa Antonio Zalaquett y la peruana de ascendencia palestina Beatriz Said. Su hermana es la también política Mónica Zalaquett.
Estudió en el The Grange School de Santiago, y posteriormente ingresó a la carrera de ingeniería comercial en la Pontificia Universidad Católica de Chile (PUC), donde participó en grupos de trabajo y voluntariados sociales.
Su vida política inició en su juventud.  Se destacó como presidente de las juventudes para la campaña de Hernán Büchi en el proceso del retorno a la democracia.
Luego de la universidad, fue miembro y director de diferentes fundaciones benéficas, entre las que se destacan Fundación Chile Unido, Gente Nueva, Hogar de Cristo, y la Fundación Dennpaz.[cita requerida] En 1999 fue seleccionado por el programa Eisenhower Fellowships como representante de Chile.

### Matrimonio e hijos
Zalaquett se casó en 1990 con la ciudadana peruana Sylvia Bustamante, nieta del ex presidente del Perú José Luis Bustamante y Rivero, de quien posteriormente se separó. La pareja tuvo cuatro hijos: Pablo, Silvia, Juan José y Sofía.

## Carrera política

### Alcalde de La Florida
En el año 2000, Joaquín Lavín y Pablo Longueira de la UDI, le pidieron que fuera candidato a alcalde de la La Florida en las elecciones municipales de ese año, a pesar de no tener carrera política previa. Zalaquett aceptó, y en los comicios logró arrebatar el puesto alcaldicio a Gonzalo Duarte (PDC), quien dirigía la comuna desde 1990.
Conocido inicialmente como un «alcalde mediático», debido a sus apariciones en programas de televisión y eventos, luego de las elecciones municipales —donde fue reelegido con una estrecha victoria contra Germán Correa (PS)— decidió alejarse de la televisión. Alineado desde siempre con la UDI y con su líder Joaquín Lavín, sus detractores lo criticaban de demagogo y populista, mientras otros alababan sus avances en el desarrollo de la comuna.[cita requerida]

### Alcalde de Santiago

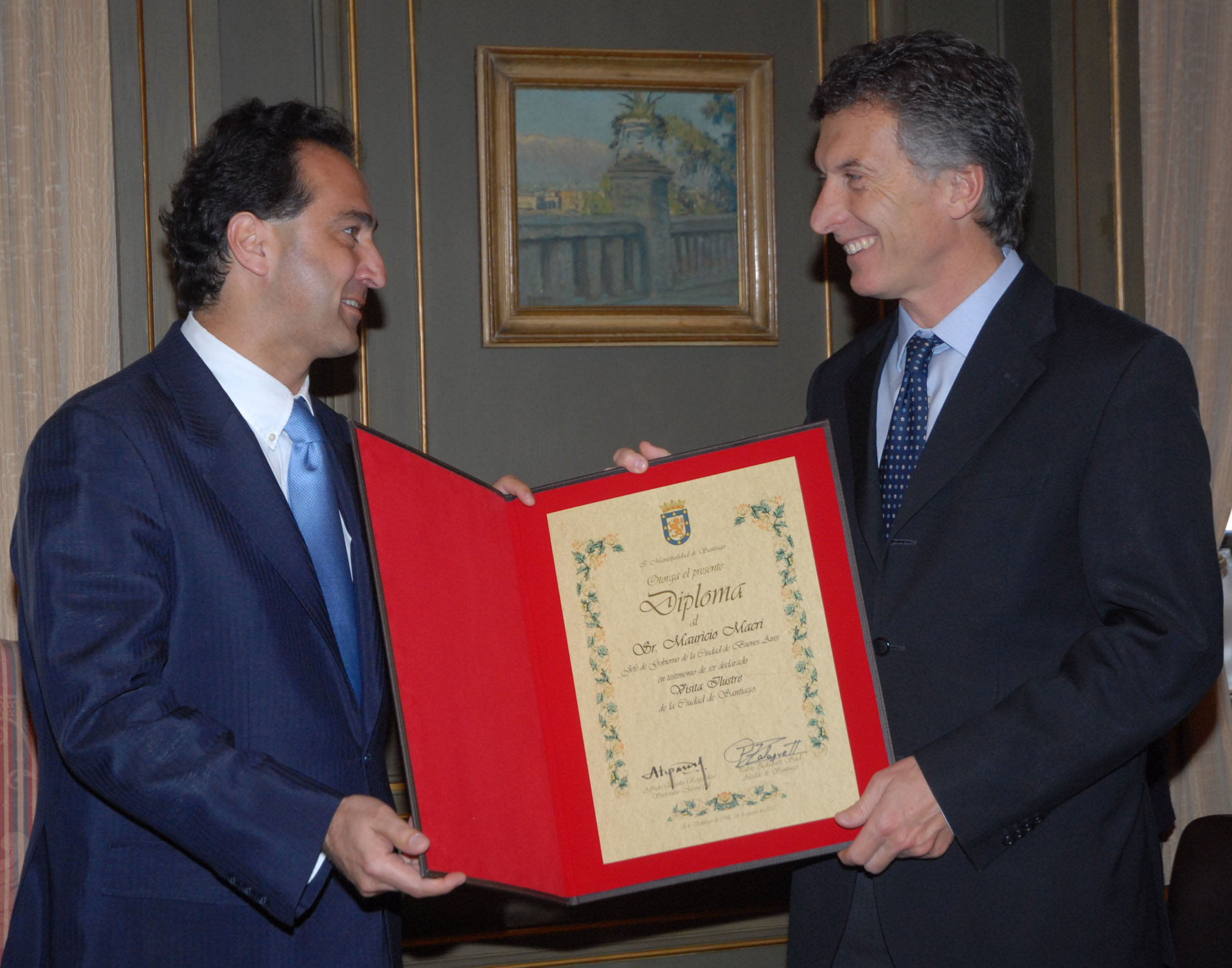
Zalaquett junto a Mauricio Macri en 2010.

En julio de 2008, para las elecciones municipales del mismo año, decidió no postularse a su cargo en La Florida, lanzando su candidatura para la comuna de Santiago, donde venció al exedil Jaime Ravinet al alcanzar un 47,33%. Asumió el 6 de diciembre del mismo año.
Como alcalde de Santiago, debió enfrentar en varias ocasiones las manifestaciones que se realizaron en el centro histórico de la capital, siendo abiertamente contrario a la realización de éstas debido a la violencia en que terminan algunas. Durante las movilizaciones estudiantiles de 2011, Zalaquett manifestó sus críticas a la toma de los colegios a su cargo y solicitó el desalojo de éstos en varias oportunidades, además de solicitar la prohibición de las marchas organizadas por estudiantes secundarios y universitarios. En agosto de 2011, anunció que en caso de que el movimiento estudiantil se extendiera hasta el 11 de septiembre (fecha en que se conmemora el golpe de Estado de 1973) y no existiese suficiente control policial, se debía llamar a actuar a Fuerzas Armadas con el fin de controlar las manifestaciones. Dichas declaraciones levantaron fuertes críticas, llegando un grupo de estudiantes a pedir abiertamente su renuncia.
Repostuló a la alcaldía de Santiago para las elecciones de 2012, donde no consiguió la reelección, siendo derrotado por la exdiputada Carolina Tohá del PPD. Esta caída implicó la pérdida del municipio por parte de la centro-derecha luego de tres triunfos consecutivos.
En el 2011, entregó las llaves de la ciudad de Santiago al entonces presidente de los Estados Unidos de América, Barack Obama.

### Candidatura a senador y retiro de la política
Posteriormente participó en las elecciones parlamentarias de 2013, postulando al cargo de senador por la circunscripción Santiago Poniente. Sin embargo, Zalaquett solo obtuvo el 17,9% de los votos, por lo que el cupo de la Alianza fue ocupado por Andrés Allamand de Renovación Nacional (RN), quien logró el 20,2% de los sufragios. Fue la primera vez que el escaño de senador por dicha circunscripción fue ganado por un candidato de RN.
Tras dos derrotas electorales sucesivas, anunció su retiro de la política En 2020 intenta ser candidato a Alcalde por la comuna de Vitacura; sin embargo no logró triunfar en la primaria; resultando tercero; después de la candidata Evópoli y del de RN.

## Controversias
El 22 de junio de 2015 fue formalizada la investigación en su contra por delito tributario en virtud del denominado «caso Penta», que indaga en una de sus aristas el financiamiento ilegal a campañas electorales por parte de Empresas Penta. En el 2019, Fiscalía suspendió la causa contra Zalaquett.
El 28 de agosto de 2018, dentro de la investigación del llamado caso "tragamonedas", se allanó la residencia de Zalaquett, donde se llevaron, computadores y documentos contables, entre otras cosas. Se ha determinado que no hay delitos imputables al exalcalde.

## Condecoraciones

### Condecoraciones extranjeras
- Gran Oficial de la Orden del Libertador San Martín ( Argentina, 2 de febrero de 2011).[15]
- Gran Cruz de la Orden El Sol del Perú ( Perú, 24 de mayo de 2011).[16]

## Historial electoral

### Elecciones municipales de 2000
- Elecciones municipales de 2000, para la alcaldía de La Florida [17]

(Se consideran solo los 3 candidatos más votados, de un total de 21 candidatos)
| Candidato            | Pacto                                      | Partido | Votos  | %     | Resultado |
| -------------------- | ------------------------------------------ | ------- | ------ | ----- | --------- |
| Pablo Zalaquett Said | Alianza por Chile                          | UDI     | 59 508 | 42,65 | Alcalde   |
| Gonzalo Duarte Leiva | Concertación de Partidos por la Democracia | PDC     | 51 629 | 37,00 | Concejal  |
| Orlando Vidal Duarte | Concertación de Partidos por la Democracia | PS      | 6863   | 4,92  | Concejal  |

### Elecciones municipales de 2004
- Elecciones municipales de 2004, para la alcaldía de La Florida [18]

| Candidato            | Pacto                          | Partido | Votos  | %     | Resultado |
| -------------------- | ------------------------------ | ------- | ------ | ----- | --------- |
| Pablo Zalaquett Said | Alianza                        | UDI     | 64 115 | 47,90 | Alcalde   |
| Germán Correa Díaz   | Concertación por la Democracia | PS      | 62 300 | 46,55 |           |
| Carmen Moncada Cofré | Juntos Podemos                 | Ind.    | 7430   | 5,55  |           |

### Elecciones municipales de 2008
- Elecciones municipales de 2008, para la alcaldía de Santiago [19]

| Candidato                  | Pacto                    | Partido  | Votos  | %     | Resultado |
| -------------------------- | ------------------------ | -------- | ------ | ----- | --------- |
| Pablo Zalaquett Said       | Alianza                  | UDI      | 47 807 | 47,33 | Alcalde   |
| Jaime Ravinet de la Fuente | Concertación Democrática | PDC      | 36 282 | 35,92 |           |
| Ricardo Israel Zipper      | Por un Chile Limpio      | Ind. PRI | 9762   | 9,66  |           |
| Manuel Hernández Vidal     | Juntos Podemos Más       | PCCH     | 7154   | 7,08  |           |

### Elecciones municipales de 2012
- Elecciones municipales de 2012, para la alcaldía de Santiago

| Candidato             | Pacto                          | Partido | Votos  | %     | Resultado |
| --------------------- | ------------------------------ | ------- | ------ | ----- | --------- |
| Carolina Tohá Morales | Por un Chile Justo             | PPD     | 40 950 | 50,63 | Alcaldesa |
| Pablo Zalaquett Said  | Coalición                      | UDI     | 35 498 | 43,89 |           |
| Mario Aguilar Arévalo | Más Humanos                    | PH      | 1810   | 2,23  |           |
| Waldo Mora Longa      | Regionalistas e Independientes | PRI     | 1450   | 1,79  |           |
| Iván Carrasco Mora    | Igualdad para Chile            | PI      | 1167   | 1,44  |           |

### Elecciones parlamentarias de 2013
- Elecciones parlamentarias de 2013 a senador por la Circunscripción 7, (Santiago Poniente)[20]

| Candidato                  | Pacto                         | Partido | Votos   | %     | Resultado |
| -------------------------- | ----------------------------- | ------- | ------- | ----- | --------- |
| Guido Girardi Lavín        | Nueva Mayoría                 | PPD     | 360 770 | 30,31 | Senador   |
| Andrés Allamand Zavala     | Alianza                       | RN      | 240 086 | 20,17 | Senador   |
| Alberto Undurraga Vicuña   | Nueva Mayoría                 | PDC     | 222 706 | 18,71 |           |
| Pablo Zalaquett Said       | Alianza                       | UDI     | 212 857 | 17,88 |           |
| Eduardo Gutiérrez González | Nueva Constitución para Chile | ILH     | 50 394  | 4,23  |           |
| Sergio Flores Ramírez      | Nueva Constitución para Chile | IGUAL   | 40 344  | 3,39  |           |
| Wilfredo Alfsen Ovando     | Partido Humanista             | PH      | 32 029  | 2,69  |           |
| Carlos Muñoz Flores        | Partido Humanista             | PH      | 30 828  | 2,59  |           |

### Primarias municipales de 2020
- Primarias municipales de Chile Vamos de 2020, para la alcaldía de Vitacura[21]

| Candidato                        | Partido | Votos | %     | Resultado |
| -------------------------------- | ------- | ----- | ----- | --------- |
| Camila Merino Catalán            | EVO     | 5522  | 45,78 | Nominada  |
| Maximiliano del Real Mihovilovic | RN      | 3802  | 31,52 |           |
| Pablo Zalaquett Said             | UDI     | 2738  | 22,70 |           |